# وو مین هو
وو مین هو (کره‌ای: 우민호؛ زادهٔ ۱۹۷۱) کارگردان فیلم و فیلم‌نامه‌نویس اهل کره جنوبی است.